# Ганс Шмідт (генерал піхоти)
Ганс Йоахім Герман Шмідт (нім. Hans Joachim Hermann Schmidt; 28 квітня 1877, Ульм — 31 грудня 1948, Штутгарт) — німецький воєначальник, генерал піхоти вермахту. Кавалер Лицарського хреста Залізного хреста з дубовим листям.

## Біографія
Учасник Першої світової війни. Після демобілізації армії залишений у рейхсвері. З 1 березня 1928 року — командир 13-го піхотного полку. З 1 березня 1930 року — командувач піхотою 6-го військового округу. 31 січня 1931 року вийшов у відставку.
З початком Другої світової війни знову призваний на службу і 1 вересня 1939 року призначений командиром 260-ї піхотної дивізії, дислокованої у Верхньому Рейні. Учасник Французької кампанії і німецько-радянської війни в районі Бреста, Бобруйська, Києва, Брянська і Москви. З 1 січня 1942 року — командир 9-го армійського корпусу. Керував корпусом у боях під Можайськом і Гжатськом. 15 жовтня 1943 року зарахований у резерв, 31 жовтня вийшов у відставку. В 1944 році знову повернувся на службу і був призначений заступником командувача військами 5-го військового округу. В листопаді 1944 року на базі його штабу сформували управління 24-ї армії, розгорнутої на німецько-швейцарському кордоні. В лютому-квітні 1945 року командування армії, яке не мало окремих частин, підкорялось командування 19-ї армії. З березня 1945 року командування називалось командуванням Альпійської фортеці. 8 травня 1945 року капітулював.

## Звання
- Фанен-юнкер (11 липня 1895)
- Фенріх (15 лютого 1896)
- Другий лейтенант (18 жовтня 1896)
- Лейтенант (1 січня 1899)
- Оберлейтенант без патенту (13 вересня 1906) — одержав патент 14 квітня 1907 року.
- Гауптман (1 жовтня 1912)
- Майор (18 квітня 1917)
- Оберстлейтенант (20 березня 1922)
- Оберст (1 грудня 1926)
- Генерал-майор (1 жовтня 1929)
- Генерал-лейтенант запасу (31 січня 1931)
- Генерал-лейтенант запасу до розпорядження (26 серпня 1939)
- Генерал-лейтенант до розпорядження (31 серпня 1940)
- Генерал піхоти (1 лютого 1942)
- Генерал піхоти до розпорядження (31 січня 1944)
- Генерал піхоти (21 лютого 1944)

## Нагороди
- Столітня медаль
- Орден Корони (Пруссія) 4-го класу
- Залізний хрест 2-го і 1-го класу
- Королівський орден дому Гогенцоллернів, лицарський хрест з мечами
- Орден «За заслуги» (Баварія) 4-го класу з мечами і короною
- Орден Альберта (Саксонія), лицарський хрест 2-го класу
- Орден «За військові заслуги» (Вюртемберг), лицарський хрест
- Ганзейський Хрест (Гамбург)
- Хрест «За військові заслуги» (Австро-Угорщина) 3-го класу з військовою відзнакою
- Хрест «За вислугу років» (Вюртемберг) 1-го класу (1920)
- Почесний хрест ветерана війни з мечами
- Медаль «За вислугу років у Вермахті» 4-го, 3-го, 2-го і 1-го класу (25 років)
- Застібка до Залізного хреста
  - 2-го класу (31 грудня 1939)
  - 1-го класу (4 липня 1940)
- Медаль «За Атлантичний вал»
- Лицарський хрест Залізного хреста з дубовим листям
  - лицарський хрест (22 вересня 1941)
  - дубове листя (№ 334; 24 листопада 1943)
- Медаль «За зимову кампанію на Сході 1941/42»
- Німецький хрест в золоті (6 листопада 1942)